# Doha Tribeca Film Festival
Pour les articles homonymes, voir Tribeca Film Festival.
Le Doha Tribeca Film Festival (DTFF) est un  festival du film annuel de cinq jours qui a été organisé de 2009 à 2012 pour promouvoir les films arabes et internationaux, et de développer une durable industrie du cinéma au Qatar. 
Le festival était organisé par le Doha Film Institute (DFI), fondé par Sheikha Al-Mayassa bint Hamad bin Khalifa Al-Thani qui a mis en œuvre, consolidé et supervisé les initiatives cinématographiques au Qatar. Le Festival a été lancé en 2009 grâce à un partenariat culturel entre le DFI et Tribeca Enterprises. Le Festival était dirigé par Abdulaziz bin Khalid Al-Khater, directeur exécutif de DFI.
Le festival a attiré plus de 50 000 personnes en 2010.